# Göta (1889)
För andra betydelser, se Göta.
Göta, officiellt HM Pansarbåt Göta, var ett pansarskepp i svenska Kungliga flottan. Göta var det andra fartyget av tre i Svea-klass, som hon bildade tillsammans med Svea och Thule. Hennes huvudbestyckning bestod av två 25,4 cm kanoner och sekundärbestyckningen av fyra 15,2 cm kanoner. Göta byggdes på Lindholmens mekaniska verkstad i Göteborg och sjösattes den 30 september 1889. Den 1 juli 1891 levererades hon till flottan. Vid sekelskiftet 1900 genomgick fartyget en omfattande modernisering då bland annat det svåra artilleriet ersattes av en 21 cm pjäs i enkeltorn. 1928 överfördes hon till flygvapnet och användes som logementsfartyg vid Roslagens flygflottilj (F2) i Hägernäs. Göta utrangerades 1938 och brukades därefter som logementsfartyg i Stockholm innan hon skrotades partiellt 1942-43. Nedhuggen till trossdäcket gjorde hon en tid tjänst som tippningsponton i Riddarfjärden i Stockholm.

## Utformning

### Skrov
Göta var helt byggd i Motala bessemersplåt. Skrovet var tre meter längre än Sveas och gjordes något smalare och mer djupgående. Göta var 79 meter lång i vattenlinjen, 14,8 meter bred och hade ett djupgående på 5,1 meter. Standarddeplacement uppgick till 2 097 ton vilket ökade till drygt 3 273 ton då fartyget var fullt rustat.
Fartygets sjöegenskaper höjdes genom att backen var försedd med en så kallad brädgång, bestående av rättstående plåtluckor som kunde fällas ner då artilleriet behövde fritt skjutfält. Vid dåligt väder agerade dessa som en förhöjning av skrovsidorna som hindrade vatten från att skölja upp på backdäcket. I händelse av granatträffar kunde skrovet genom lång- och tvärskeppsskott delas in i totalt 199 vattentäta celler. Dessutom fanns mellan trossdäck och pansardäck ett lager celler fyllda med kork som man hoppades skulle öka fartygets flytförmåga vid en nödsituation. Till skillnad från andra större pansarfartyg vid samma tid försågs Göta på grund av sin stävtorpedtub inte med ramm, något som beklagades från militärt håll. Stäven formades istället infallande till en så kallad "svanbog".
Göta var inredd för en ordinarie besättning på 237 man, och var även inredd som flaggskepp, vilket innebar att det fanns plats för chefen för kustflottan och dennes stab, benämnd Flaggen.

### Pansar
Götas bepansringsarrangemang utformades av chefen för Marinförvaltningens ingenjörsavdelning Göthe Wilhelm Svenson med inspiration från det brittiska slagskeppet HMS Inflexible. Vattenlinjepansaret monterades mot bordläggningen med ett lager teakträ som mellanlägg. Pansarbältet kunde av viktskäl inte sträckas över hela fartygssidan, utan täckte endast 35 meter av vattenlinjen med för- och akterskeppen oskyddade. Bältet var 29,3-26,8 cm tjockt förut, 24,3 cm midskepps och 21,8-19,8 cm tjockt akterut.  Genom pansrade tvärskepsskott bildades ett bepansrat citadell, som gav effektivt skydd åt maskinutrymmena och huvudartilleriets ammunitionsdurkar. Ett 2,5 cm tjockt pansardäck bildade ett "lock" över citadellet. Till extra skydd för maskinområdet bidrog fartygets kolboxar så länge dessa var fyllda. Huvudartilleriets torn skyddades av 29,3 cm tjockt pansar i fronten och 26,8-24,3 cm pansar runtom. Stridstornet var försett med 26,8 cm pansarplåt. Allt pansarstål var inköpt från den franska firman Schneider & Co i Le Creusot.

Animation av en kompoundångmaskin i arbete. Ånga under högt tryck (rött) leds in från ångpannan och passerar genom cylindrarna och går ut som ånga under lågt tryck (blått) till kondensatorn.

### Maskineri
Propellermaskineriet bestod av två stycken tvåcylindriga Motala kompoundmaskiner, kopplade till varsin av fartygets propellrar via varsin axel. Ånga levererades från sex cylindriska eldrörpannor uppställda i två pannrum för om maskinrummet, varför fartyget försågs med två skorstenar. Ångtrycket låg på drygt 6,25 kilo per kvadratcentimeter och maskineriet utvecklade en sammanlagd styrka på 4 600 indikerade hästkrafter (ihk) vid ett varvtal av 105 varv per minut, vilket gav fartyget en maxfart på drygt 16 knop knop. Aktionsradien låg på cirka 2 400 nautiska mil vid 10 knops fart. Bränsleförbrukningen uppgick till drygt ett kilo kol per hästkraft och timme
För att ångmaskinerna skulle kunna ligga skyddade under pansardäcket installerades de "liggande" dvs. med cylindrarna vända bordvarts. Av hänsyn till fartygets begränsade bredd var maskinerna "dubbelvikta", vilket innebar att vevaxeln låg närmast cylinderbotten. Detta resulterade i att varje kolv hade två stänger fästade utanför toppens centrum, arbetande på varsin sida om vevaxeln. Fartygets kondensorer låg inrymda under maskinerna.

## Bestyckning

### Artilleri

#### Huvudartilleri

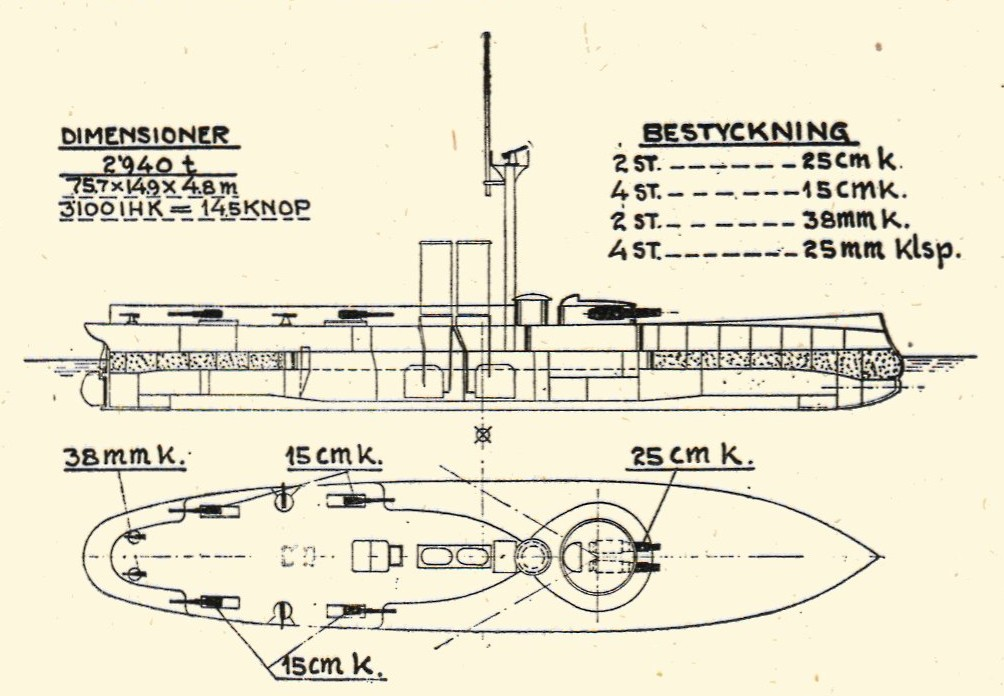
Ritning över det snarlika systerfartyget Svea med kanonernas kalibrar angivna i cm och mm. Teknisk tidskrift 1936.

Götas huvudartilleri utgjordes av två 25,4 cm bakladdningskanoner i ett förligt dubbeltorn. Pjäserna beställdes från de brittiska Armstrongverken i Elswick och fick den svenska modellbeteckningen m/1889A. Eldrören vilade i en slags lavettsadel, som kunde röra sig fram och tillbaka på två underliggande kursörbalkar. Mellan balkarnas inre ändar fanns en hydraulisk rekylbroms. Kanonerna höjdriktades med hjälp av en ångmaskindriven vätskepump, som via en cylinder och en kolv med vätsketryck pressade kursörbalkarna uppåt. Sidriktning skedde genom att hela tornet vreds via ett kugghjul och en kuggkrans som satt kring tornets undersida. Pjäserna kunde riktas uppemot 136° åt vardera sida.
25 cm kanonerna kunde avfyra en 200 kg tung granat var fjärde minut. På ett avstånd av 2 000 meter beräknades en stridsladdad projektil kunna slå igenom pansaret på samtliga örlogsfartyg som fanns i Östersjön. Kanonernas maximala skottvidd uppskattades till cirka 8 500 meter.

#### Sekundärartilleri
Sekundärartilleriet bestod av fyra enkla 15,2 cm kanoner med beteckningen m/1884, tillverkade av AB Bofors-Gullspång i gjutstål. Dessa var uppställda i så kallade Vavasseur-lavatter bakom sköldarrangemang i den öppna överbyggnaden akter om skorstenarna, med två pjäser på vardera sida.

### Antitorpedbåtsvapen
Till skydd mot torpedbåtar fanns på akterkanten två 38 mm kanoner m/1884. Under 1880-talet var torpeden ännu ett ganska oprövat vapen och skjutavstånden korta. Man väntade sig därför att anfallande torpedbåtar skulle försöka slå till överraskande nattetid. I syfte att motverka sådana anfall hade Göta i skrovet på varje sida två "tamburer" (utskjutande plattformar i skrovet) vardera försedd med en fyrpipig 25,4 mm kulspruta m/1877 i dubbellavettage. Uppe i militärmastens märs fanns också en tiopipig 12 mm kulspruta m/1875. Dessa vapen lämpade sig även för avvisande av äntringsförsök, som ännu vid denna tid betraktades som ett realistiskt hot. För att belysa anfallande båtar och underlätta eldledningen var fartyget utrustat med fyra 60 cm strålkastare av typ Schuckert i speciella embrassyrer (öppningar) i överbyggnaden. Strålkastarna hade betraktningsvinklar åt båda sidor, de två förliga 0-114° och de två aktra 18-180°.
De två ångslupar som fartyget förde med sig kunde bestyckas med varsin kulspruta och två stångtorpeder.

### Torpeder
I liket med Svea bestyckades Göta med torpedtuber men till skillnad från systern, som endast hade haft en tub, försågs Göta med tre; en fast undervattenstub i fören och två rörliga övervattenstuber bordvarts på trossdäck. De sistnämnda utmynnade i fartygssidan genom kulformiga tätningsmuffar. Torpedrummet till stävtuben var belägget längst ner i fören under pansardäcket och hade plats för sammanlagt sex torpeder av m/1889. Denna konstruktion gjorde förskeppet känsligare för stötar, varför man fick avstå från att förse fartyget med ramm.

## Historik
Efter sjösättandet av Svea 1885 tog det två år innan riksdagen anslog medel till ytterligare en pansarbåt som fick namnet Göta. Ritningarna till fartyget fastställdes i en generalorder för den 26 september 1888 och samma år tecknades kontrakt med Motala mekaniska verkstad som även åtog att bygga fartygets maskiner. Den totala byggkostnaden uppgick till 2 868 000 kronor.

### Byggnation och leverans
Göta byggdes på Lindholmens varv i Göteborg. Sjösättningen ägde rum den 30 september 1889 och blev mer högtidlig än Sveas. Ingen kunglighet var dock närvarande. Detta lär ha berott på en episod som återgavs på följande sätt i minnesskriften Lindholmen 1845-1945 (1947): 
| ”                             | "Den 18 augusti, sålunda fem veckor innan pansarbåten Göta skulle gå i sjön, kom kungen (Oscar II) från avslutad sommarsejour i Marstrand med det kungliga chefsfartyget Drott och gick till ankars utanför Nya varvet. Det blåste friskt och sjön gick hög särskilt i älvmynningen. Chefen på Drott hade skickat bud till Emil Telander, Lindholmens chef, att möta där med lämplig farkost, som kunde föra kungen till varvet, men i stället kom en gammal smutsig arbetsbåt, som Telander skickat ut med meddelande, att han icke kunde skaffa någon för ändamålet passande båt. Alla voro upptagna för söndagsutflykter. Kungen gick ner i Drotts lilla öppna barkass och var utsatt för mycket vattenskvätt och kom till Lindholmen i dåligt humör, för vilket han gav rikligt utlopp då Telander skulle hälsa honom välkommen. Bland annat beklagade han de svenska varvchefernas dåliga organisationsförmåga. Det att sända den smutsiga verkstadsbåten betydde ej så mycket deras försummelser i praktiskt taget allt. Men då kungen kom med denna anklagelse förlorade Telander helt balansen, vände sig helt om och gick rak och stolt ifrån konungen rätt genom den samlade Lindholmsbefolkningen, som hade skockat sig nere på varvet och för vilka Telander alltid var mäktig chef. Dessa veko åt sidan, öppnade en bred passage för honom, bugade sig som om han varit själva majestätet." | „ |
| – Lindholmen 1845-1945 (1947) | |   |

Under provturen den 22 april 1891 uppnådde Göta en genomsnittsfart på 14,9 knop. De första proven var inte helt tillfredsställande, varför man fick genomföra ett förnyat besiktningsprov fyra dagar senare. Först den 1 juli kunde fartyget levereras till marinen.
Åren 1891-96 var Göta flaggskepp i kustflottan (dåvarande kusteskadern). Inredningen för staben ansågs dock inte tillräcklig. I en generalorder utfärdad den 23 maj 1894 anbefalldes förändringar "för beredande af lämplig beqvämlighet åt en flaggkapten". 

### Invigningen av Kielkanalen 1895
År 1895 hade Tyskland efter åtta års arbete färdigställt Kaiser-Wilhelm-Kanal (nuvarande Kielkanalen) i Kiel i Slesvig-Holstein, som öppnade en direkt vattenväg mellan Östersjön och Nordsjön. Kejsar Vilhelm II såg invigningen av kanalen som ett tillfälle att demonstrera tysk ingenjörskonst och sjömakt för världen. Fjorton nationer inbjöds därför att deltaga med örlogsfartyg i de högtidliga invigningsceremonierna. För att representera Sverige skickades pansarskeppen Göta och Thule samt kanonbåten Edda. Söndagen den 16 juni ankom de svenska fartygen till i Kiel-viken. Vid Friedrichsort saluterades den tyska flaggan med 21 skott och samma honnör gavs åt prins Henrik av Preussen, som förde befäl på det nybyggda tyska slagskeppet SMS Wörth. De tyska örlogsfartyg man passerade gjorde honnör med vant och relingsmanning. Detta besvarades på samma vis från svensk sida. Man förtöjde sedan vid anvisade bojar. Torsdagen den 20 juni löpte jakten SMS Hohemzollern med kejsaren ombord tillsammans med 22 andra fartyg in i kanalen från Nordsjön till Brunnsbüttel. Elva timmar senare anlände man till Holtenau och ankrade utanför Kiel. Där låg redan ett 90-tal fart, däribland Göta och Thule som stod under befäl av viceamiral Fredrik Wilhelm von Otter. När kejsaren anlände avfyrade vart och ett av de församlade fartygen 31 skott salut. Senare på kvällen bjöd de tyska värdfolket gästerna på baler och fyrverkerier. Vid middagstid dagen därpå avgick svenskarna åter mot Karlskrona.

### Resan till England 1897

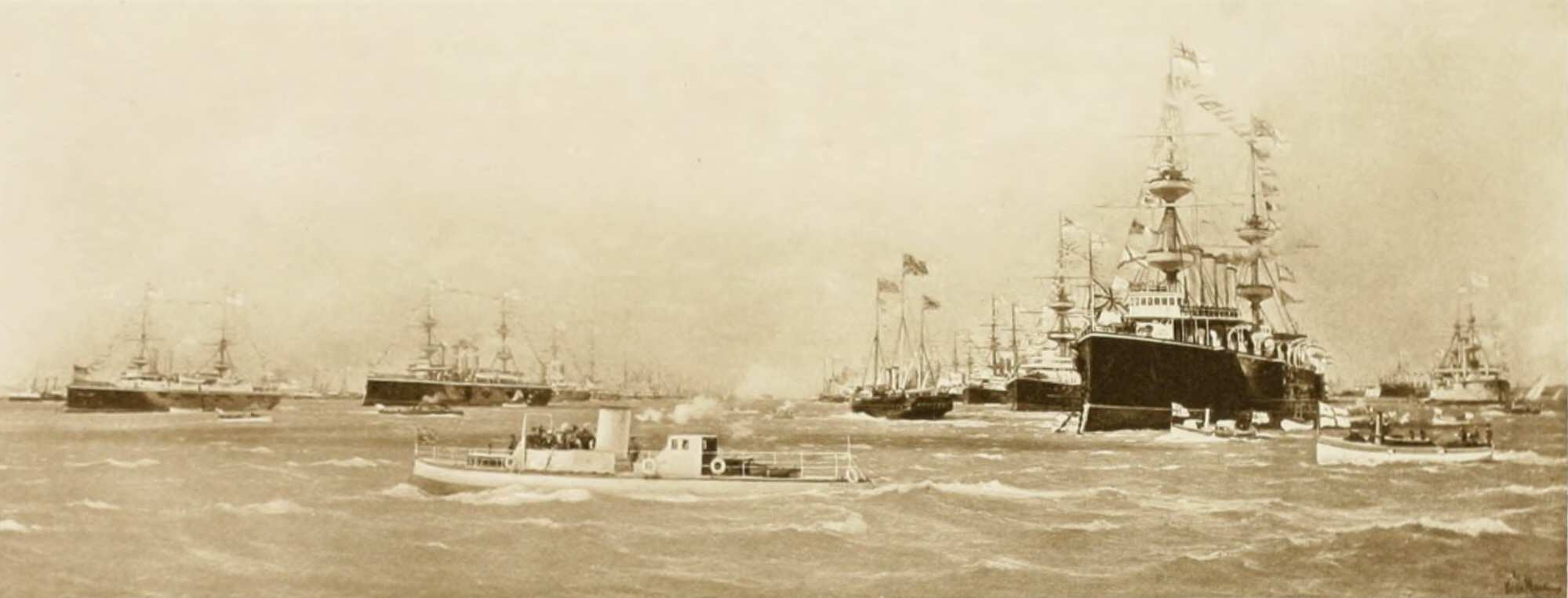
Församlade örlogsfartyg på Spithead vid flottrevyn 1897.

När Storbritanniens drottning Viktoria firade sitt 60-årsjubileum som regent 1897 arrangerades en flottrevy på Spithead utanför örlogshamnen Portsmouth. Till denna revy var ett stort antal främmande makter inbjudna att låta sig representeras av örlogsfartyg. Från Sverige skickades Göta för att deltaga. Fartygschef under resan var kommendör Magnus Ingelman och sekond kapten Herman af Sillén. Som högste chef och representant för konungen medföljde konteramiral Hjalmar af Klintberg. Göta rustades i Karlskrona och 52 värnpliktiga skickades dit för att komplettera besättningen. Den 15 juli var allt klart och fartyget satte kurs mot Kielkanalen. Genomseglingen gick utan problem, men sedan mötte Nordsjön med bistert väder. På grund av det låga vattenståndet tvingades man ankra utanför Brunnsbüttel till på morgonen den 17. Nästa dag ökade vinden i styrka. Göta tog in mycket vatten över backsdäck. Vatten trängde också in ankarlys och kanonportar och ned på trossbottnen. Några av luckorna i backens brädgång slogs loss. Omkring 23 ton vatten beräknades ha trängt in. Genom att öppna ventilerna till bottencellerna kunde länsning ske. Propellrarna piskade ibland över vattnet, men maskinerna arbetade hela tiden utan avbrott. Påföljande dag förbättrades vädret och man kunde gå mot Engelska kanalen. Amiral af Klintberg och andra högre chefer avreste till London för att delta i festligheterna där. Den 22 juni avgavs salut med 60 skott. Revyns höjdpunkt nåddes den 26 juni. Stor flaggning hissades. Prinsen av Wales, sedermera Edvard VII, embarkerade kungajakten Victoria and Albert och passerade förbi den samlade flottans linjer. På kvällen illuminerades fartygen. Göta återkom till Karlskrona den 4 juli.

### Moderniseringen 1900-1901
Vid sekelskiftet 1900 hade den snabba militärtekniska utvecklingen gjort Svea-skeppen delvis föråldrade. 1899 begärde därför kunglig majestät en summa på 2,5 miljoner kronor för att sätta dem i tidsenligt skick. Göta blev det första fartyget i klassen som moderniserades. Ombyggnadsarbetena ägde rum på Karlskrona örlogsvarv åren 1900-1901.

Göta efter ombyggnaden 1900-1901. Huvudartilleriets dubbeltorn har nu ersatts av en enkel 21 cm pjäs.

En väsentlig punkt var ersättandet av fartygets gamla bestyckning. Erfarenheter från bland annat spansk-amerikanska kriget 1898 hade visat svagheterna i att ha de grova kanonerna placerade i ett och samma torn, som riskerade att slås ut av en enda granatträff. De två 25 cm kanonerna ersattes därför av en enkel 21 cm kanon m/1898 tillverkad av Bofors-Gullspång. Denna pjäs hade högre eldhastighet än föregångarna och med ny ammunition ansåg man att detta kompenserade för kaliberminskningen. Inledningsvis hoppades man kunna förse fartyget med två 21 cm kanoner i ett liknande arrangemang som på Oden-klassen, men då detta skulle medföra en alltför stor viktökning, fick man nöja sig med att ersätta det medelsvåra artilleriet med sju 15,2 cm kanoner m/1898 i pansrade enkeltorn. Tre av dessa pjäser placerades på varje gångbord och en på akterdäck. De lätta kanonerna byttes också ut mot pjäser från Bofors. Elva 57 mm kanoner m/1889B ersatte de tidigare 38 mm pjäserna. Dessa hade en maximal räckvidd på 5 000 meter och kunde avfyra en 2,722 kilo tung granat med en utgångshastighet på 570 meter i sekunden. Den maximala eldhastigheten var 35 skott per minut. Förutom förändringarna i artilleribestyckningen avlägsnades även torpedtuberna på trossdäck.
Den tunga militärmasten avlöstes i förmån för en lättare stångmast i järn som bar en märs för utkik och ett signalrå. En aktra råförsedd mast tillkom också. Samtidigt ersattes fartygets gamla trädäck i förmån för ett på undersidan isolerat däck av järn och i inredningen avlägsnades en stor del av trämöblerna. För att förbättra ventilationen togs ventiler upp i fartygssidan. Vid ombyggnaden ändrades även fartygets pansarskydd. Man kunde nu tillverka bättre pansar och med mindre tjocklek få samma grad av skydd som tidigare. Den nytillkomna 21 cm kanonen försågs med 19 cm pansarplåt och de fyra 15,2 cm kanonerna med 11,5 cm.

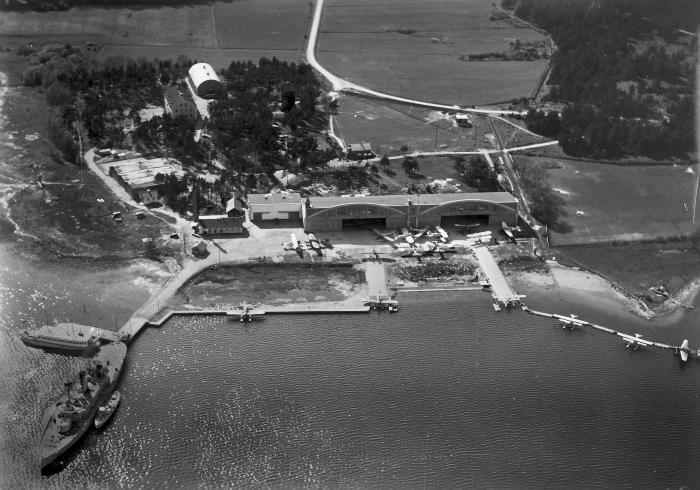
Göta som logementsfartyg vid Roslagens flygflottilj (F2) i Hägersnäs.

## Utrangering
Strax efter moderniseringen förflyttades samtliga tre av Svea-skeppen till lokalstyrkorna. Göta blev 1915 flaggskepp för Göteborgseskadern och 1917 för Stockholmseskadern. I början av 1920-talet ansågs hon vara alltför omodern för att ha något stridsvärde och utrangerades som stridande enhet den 12 oktober 1923. Istället för att skrotas byggdes Göta om till logementsfartyg 1927 och ställdes till det nygrundade flygvapnets förfogande. I detta syfte förlades hon till Roslagens flygflottilj (F2) i Hägersnäs, där hon ersatte den före detta ångkorvetten HMS Freja. 1938 utrangerades Göta för sista gången och skrotades partiellt på Stockholms örlogsvarv 1942-43. Resterna av fartyget såldes sedan för att användas som tippningsponton för byggskrot i Riddarfjärden. Vad som därefter hände med skrovet är något oklart.